# Dialéctica platónica
La dialéctica platónica (en griego διαλεκτική, dialektikḗ) es el principal método de indagación filosófica que el pensador Platón usó a lo largo de sus diálogos.

## Antecedentes

### Parménides
Según Ferrater Mora, la dialéctica fue usada de un modo más preciso por Parménides para probar que, como consecuencia de la hipótesis "lo que es, es" y "lo que no es, no es". Lo que es, es: inmóvil, eterno y perfecto, pues si cambiara se convertiría en "otro", y ya se dijo que no hay otro más que "lo que es". Este argumento dialéctico consiste en suponer qué es lo que ocurriría si una de las premisas dadas fuese negada.

### Zenón de Elea
Según Diógenes Laercio, Aristóteles dice que Zenón fue el inventor de la dialéctica. 
Dice Aristóteles en su Sofista que Empédocles fue el primero en descubrir la Retórica, y Zenón el inventor de la Dialéctica.

### La mayéutica (μαιευτική)
El antecedente más próximo es el de la mayéutica. El método dialéctico platónico surge como un perfeccionamiento de la mayéutica de su maestro, Sócrates; este método se encuentra predominantemente en los diálogos de la primera época platónica. La mayéutica se basa en el preguntar: Sócrates, enfrentado con un problema, preguntaba a alguien la definición de algo. A esta definición oponía una crítica, haciendo que el interrogado tuviese que dar una segunda definición actualizada. A esta segunda definición oponía aun otra crítica y así sucesivamente hasta ir depurando la cuestión. Por medio de preguntas, Sócrates hacía atravesar los problemas y las definiciones por una serie de sucesivos mejoramientos, extensiones y reducciones que se acercaban progresivamente a la verdad. 
Sin embargo, Sócrates nunca conseguía dar una solución satisfactoria en sus diálogos, sino que son interrumpidos dejando el diálogo en una aporía.
Por ejemplo, en el diálogo Eutifrón, Sócrates pide a Eutifrón que defina qué es la piedad. El ejercicio dialéctico se da de la siguiente manera:
- Primer hipótesis de Eutifrón: Lo pío es acusar a toda persona que haya cometido un delito.
- Primer refutación de Sócrates: Pide una definición más general.
- Segunda hipótesis de Eutifrón: Lo pío es lo que agrada a los dioses.
- Segunda refutación de Sócrates: Lo que agrada a un dios desagrada a otros dioses. Por tanto algo podría ser pío y no serlo al mismo tiempo.
- Tercera hipótesis de Eutifrón: Lo pío es lo que agrada a todos los dioses.
- Tercera refutación de Sócrates: No es porque una cosa agrada a los dioses que es pía, sino que, más bien, porque es pía agrada a los dioses.
- Cuarta hipótesis de Sócrates: Lo pío es una parte de lo justo. El argumento queda inconcluso.

## La dialéctica
La dialéctica platónica tuvo como objetivo, en una primera instancia, hallar definiciones mediante la mayéutica socrática. Posteriormente, Platón identifica su propia filosofía con la misma dialéctica: es decir, su finalidad se abocó al conocimiento del “mundo inteligible” o también conocido como el “mundo de las Ideas”. Según esto, la dialéctica se trata de una actividad cognoscitiva que se basa en el uso exclusivo de la razón y su fin último es el conocimiento de la Idea de Bien. Así Platón, siguiendo el camino previsto, se esforzó por formular y aplicar claramente las premisas teóricas del método.
 

El dialéctico, en contraposición con el matemático o el geómetra, deja de lado el mundo sensible y visible para tratar solo con el mundo inteligible; los matemáticos adoptan 
(...) supuestos, y de ahí en adelante no estiman que deban dar cuenta de ellos ni a sí mismos ni a otros, como si fueran evidentes a cualquiera.
Esto es inadmisible para el verdadero dialéctico que 
es el único que marcha, cancelando los supuestos, hasta el principio mismo, a fin de consolidarse allí.
La dialéctica tiene la misión de empujar poco a poco "el ojo del alma" del filósofo cuando está sumergido en el incesante ir y venir de la ignorancia y elevarlo a las alturas de la intelección filosófica. El que sigue sus pasos y se entrena en ella puede llegar a alcanzar la razón de la esencia de la realidad. Y aunque usualmente se lea "método" o "técnica" en la caracterización de la dialéctica, no debe pensarse que esta es meramente un sistema de disputas ni un método de razonamiento formal, pues es mucho más que eso. La dialéctica no es sólo los procesos lógicos y formales que implica, sino que es definida como el objeto supremo del entrenamiento filosófico, y el único método de búsqueda disciplinada de la verdad.

## Procesos de la dialéctica de Platón

### Las dos operaciones de la dialéctica
La dialéctica platónica consta de dos momentos fundamentales. El primero de ellos es la intuición de la Idea; y el segundo momento consiste en la actividad crítica del dialéctico por esclarecer esa intuición de la Idea. La primera intuición es torpe, insuficiente; es sólo un acto instantáneo de visión mental que transciende al pensamiento. El dialéctico debe tomar los primeros supuestos como peldaños y trampolines que se remontan hasta las formas más universales y, aferrándose a ellas, alcanzar la visión de las Formas puras.

### Los dos movimientos de la dialéctica
La dialéctica platónica puede ser descompuesta en un doble movimiento que se asemeja a un "descenso" y un "ascenso". El "ascendente" es semejante al proceso inductivo "desde los hechos a los principios" o "desde lo múltiple a lo uno"; y el otro, "descendente", es semejante al proceso deductivo "desde los principios hasta las conclusiones válidas." Estos dos momentos, sin embargo, no son concebidos por el autor como dos cosas separadas, sino que como dos "momentos" de un único esfuerzo dialéctico. Así pues, nos dice en el Parménides que el verdadero experto en el arte de la dialéctica (que, como anuncia en el Filebo, es la marca del filósofo puro) debe recorrer todos los caminos que ofrece el proceso dialéctico con respecto a un objeto para alcanzar la verdad: tanto el ascendente como el descendente; de forma negativa y positiva.
La gente ignora, en efecto, que sin recorrer y explorar todos los caminos es imposible dar con la verdad y adquirir inteligencia de ella.
La dialéctica, dice Platón en la República, 
(...) hace de los supuestos no principios sino realmente supuestos, que son como peldaños y trampolines hasta el principio de todo, que no es supuesto, y, tras aferrarse a él, ateniéndose a las cosas que de él dependen, desciende hasta una conclusión, sin servirse para nada de lo sensible, sino de Ideas, a través de Ideas y en dirección a Ideas, hasta concluir en Ideas.

#### Movimiento ascendente
El movimiento ascendente se nos presenta como un proceso de ascenso desde lo múltiple, lo sensible y bajo hasta lo Uno, inteligible y alto. Es por ello que el autor usa la metáfora de usar los supuestos como "peldaños" para irse remontando hacia las Ideas puras. Esta instancia se vale de dos procesos llamados "reunión" y "división" que, al igual que los movimientos propios del ejercicio dialéctico, no son dos herramientas separadas, sino que son distintas caras de un único proceso integrado. 

Mediante estos procesos el dialéctico puede pasar de lo múltiple a lo uno y de lo uno a lo múltiple sin dificultades, y puede así reconocer lo Uno e inteligible como fundamento de lo múltiple y sensible.
Por cierto que aquellos que son capaces de hacer esto -sabe dios si acierto con el nombre- los llamo, por lo pronto, dialécticos.
Este tipo de movimiento se encuentra principalmente en las obra de la "época de madurez" del pensador; es decir, en el Fedón, el Banquete, el Fedro y, en parte, en la República.

##### La reunión
(...) llegar a una idea que, en visión de conjunto, abarcase todo lo que está diseminado, para que, delimitando cada cosa, se clarifique así lo que se quiere enseñar.
No se trata exactamente del “argumento de los particulares a lo universal” de la inducción aristotélica, sino que apunta a proporcionar el concepto más amplio, es decir, el género, en el que hay que incluir la definición del objeto que se quiere tratar. Con esto se define precisamente cuál es el campo general en donde se encuentra el objeto de la dialéctica.

##### La división
(...) recíprocamente, hay que poder dividir las ideas siguiendo sus naturales articulaciones, y no ponerse a quebrantar ninguno de sus miembros, a manera de un mal carnicero. 
Tras reunir el objeto a tratar en el concepto genérico que le corresponde, se debe proceder a la división. Se separa el concepto en clases y subclases sucesivamente hasta llegar a una especie indivisible. 

##### Ejemplos del movimiento ascendente
Uno de los ejemplos más conocidos de este movimiento es el que encontramos en el discurso que Sócrates pronuncia en el Banquete, en donde explica los pasos sucesivos y ascendentes que un hombre debe seguir para llegar, desde los cuerpos sensibles, hasta la contemplación de la Belleza en sí.
1. Enamorarse en primer lugar de un solo cuerpo y engendrar en él bellos razonamientos.
2. Luego debe comprender que la belleza que hay en cualquier cuerpo es afín a la que hay en otro.
3. Una vez que haya comprendido esto, debe hacerse amante de todos los cuerpos bellos y calmar ese fuerte arrebato por uno solo.
4. A continuación debe considerar más valiosa la belleza de las almas que la del cuerpo.
5. Luego debe contemplar la belleza que reside en las normas de conducta y en las leyes
6. Después de las normas de conducta debe conducirle a las ciencias, para que vea también la belleza de éstas.
7. Por último a través de las ciencias debe remontarse hacia la contemplación de la Belleza en sí.

#### Movimiento descendente
Por otra parte, en los "diálogos de vejez" de Platón, especialmente en el Parménides, el Sofista y el Filebo, solemos encontrar la otra cara de la dialéctica. Esta se nos presenta como una deducción racional de las Formas. Este proceso permite discriminar las Ideas entre sí y no confundirlas. Este movimiento presenta muchas más dificultades que el "ascendente", y que fueron reconocidas honestamente por Platón en la perplejidad y complejidad que muestra el ejercicio dialéctico de su diálogo Parménides.
Dividir por géneros y no considerar que una misma Forma es diferente, ni que una diferente es la misma, ¿no decimos que corresponde a la ciencia dialéctica?
El proceso dialéctico es precisado con detalle en el Sofista:
- A: distinguir una sola Forma que se extiende por completo a través de muchas que están, cada una de ellas, separadas;
- B: distinguir muchas Ideas, las unas distintas de las otras, que estén rodeadas desde fuera por una sola;
- C: distinguir una sola Idea, pero constituida en una unidad a partir de varios conjuntos;
- E: distinguir muchas diferenciadas, separadas por completo.

Sin embargo, como se dijo antes, este método presenta varias dificultades. Una vez discriminadas las Ideas, se trata de saber cómo combinarlas. Si todas las Ideas fueran completamente distintas unas de otras no habría problema, pero también sería imposible que haya ciencia. Si, por otra parte, todas las Ideas se redujeran a una sola Idea (la del Ente o lo Uno), tampoco habría problema, pero no podría decirse más de lo dijo ya Parménides: que "el ente es". El problema radica en saber cómo la dialéctica hace posible una ciencia de los principios fundada en la idea de la unidad. El problema es uno latente aun en la filosofía.